# Haymenn Bah-Traoré
Haymenn Bah-Traoré (* 12. Juni 1997 in Essen) ist ein togoisch-deutscher Fußballspieler.

## Karriere

### Verein
Nach seinen Anfängen in der Jugend von Rot-Weiss Essen, für die er 25 Spiele in der B-Junioren-Bundesliga und 24 Spiele in der A-Junioren-Bundesliga bestritt, wechselte er im Sommer 2016 in die Regionalliga West zur SG Wattenscheid 09.
Nach einer Spielzeit wechselte Bah-Traoré im Sommer 2017 zum Ligarivalen Borussia Dortmund II. Mit den Dortmundern wurde er in der Saison 2020/21 Meister der Regionalliga West und stieg in die 3. Liga auf. Dort kam er auch zu seinem ersten Einsatz im Profibereich, als er am 13. August 2021, dem 3. Spieltag, beim 5:2-Auswärtssieg gegen den SC Freiburg II in der 63. Spielminute für Marco Pašalić eingewechselt wurde. Im Saisonverlauf konnte er sich jedoch trotz insgesamt 22 Ligaspielen nicht durchsetzen, in 18 Partien kam er als Einwechselspieler von der Ersatzbank. Bei der 3:6-Niederlage beim TSV 1860 München am letzten Spieltag erzielte er mit dem Treffer zum 3:5-Zwischenstand sein erstes Profitor. Mit Ende der Spielzeit 2021/22 lief sein Vertrag aus, zunächst war er anschließend vereinslos.
Im Dezember 2022 unterzeichnete Bah-Traoré einen im Januar des Folgejahres beginnenden Zwei-Jahres-Vertrag beim finnischen Klub Haka Valkeakoski.

### Nationalmannschaft
Im September 2021 bekam er eine Einladung zur togoischen Fußballnationalmannschaft für die Spiele zur Weltmeisterschaftsqualifikation. Dort kam er allerdings bisher nicht zum Einsatz.

## Erfolge
- Aufstieg in die 3. Liga: 2021
- Meister der Regionalliga West: 2021